# Provincia di Rayong
La provincia di Rayong  si trova in Thailandia, nella regione della Thailandia dell'Est. Si estende per 3552 km², ha 741 524 abitanti (2020) e il capoluogo è il distretto di Mueang Rayong, dove si trova la città principale Rayong. La città più popolosa è Map Ta Phut, famosa per la sua zona industriale che è la più grande della Thailandia, genera un alto tasso di occupazione e grandi entrate economiche ma crea condizioni ambientali fra le peggiori del Paese.

## Geografia antropica

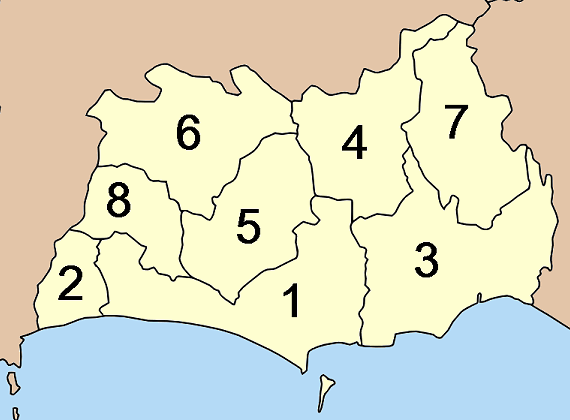
Mappa degli Amphoe

La provincia è suddivisa in 8 distretti (amphoe). Questi a loro volta sono suddivisi in 58 sottodistretti (tambon) e 388 villaggi (muban).
| 1. Mueang Rayong 2. Ban Chang 3. Klaeng 4. Wang Chan | 1. Ban Khai 2. Pluak Daeng 3. Khao Chamao 4. Nikhom Phatthana |

### Amministrazioni comunali
A tutto il 2020, l'unico comune della provincia con lo status di città maggiore (thesaban nakhon) era Rayong, con 62 384 residenti. I due comuni che rientravano tra le città minori (thesaban mueang) erano Map Ta Phut (71 932 residenti) e Ban Chang (31 182). Erano inoltre presenti 27 municipalità di sottodistretto (thesaban tambon), tra le più popolate delle quali vi era Thap Ma, con 25 022 residenti. Nell'aprile 2020, le aree che non ricadevano sotto la giurisdizione delle amministrazioni comunali erano governate da un totale di 37 "Organizzazioni per l'amministrazione del sottodistretto" (ongkan borihan suan tambon).

## Luoghi di interesse
- Parco Nazionale di Khao Chamao - Khao Wong.[6]
- Parco Nazionale Khao Laem Ya–Mu Ko Samet, il cui territorio copre un'area di 131 km² comprendente entroterra e isole facenti parte del distretto di Mueang Rayong. Al suo interno si trova l'isola di Koh Samet, famosa meta turistica.[7] Altre isole che fanno parte della provincia sono Koh Kruai, Koh Kham, Koh Pla Tin, Koh Kudi (chiamata anche Koh Kut), Koh Thalu, Koh Chan e Ko Saket Petch.

## Economia
La zona industriale della città di Map Ta Phut è la più grande della Thailandia e l'ottavo maggiore polo petrolchimico mondiale. Inaugurata nel 1990, comprende 5 zone, un porto navale e oltre 150 fabbriche. Si estende per 166 km² e al suo interno vi sono diverse comunità residenziali e agricole con oltre 49 000 residenti. Viene considerata una delle aree più inquinate del Paese.